# Oscar Rauch
Oscar Rauch (* 5. September 1907; † 1991 in Winterthur) war ein Schweizer Fussballspieler.

## Karriere

### Verein
Rauch gehörte von 1932 bis 1941 dem Grasshopper Club Zürich an, für den er in der Nationalliga zu Punktspielen kam, wie am 18. Dezember 1932 (4. Spieltag) beim 7:2-Sieg im Heimspiel gegen den FC Zürich in der Zwischenmeisterschaft, in dem ihm mit den Treffern zum 3:1 und 6:1 zwei Tore gelangen. Während seiner Vereinszugehörigkeit gewann er mit seinem Verein zweimal die Schweizer Meisterschaft und fünfmal den Schweizer Cup.
Des Weiteren kam er auch im Wettbewerb um den Mitrocup zum Einsatz. Am 4. und 14. Juni 1936 bestritt er die beiden Vorrundenspiele gegen den FK Austria Wien sowie das Achtelfinal-Rückspiel gegen den tschechoslowakischen Vertreter SK Prostějov, das am 20. Juni 1937 mit einem 2:2-Unentschieden endete.

### Nationalmannschaft
Rauch spielte fünfmal für die Schweizer Nationalmannschaft. Er debütierte am 2. April 1933 in Genf bei der 0:3-Niederlage im Freundschaftsspiel gegen die Nationalmannschaft Italiens. Er gehörte zum Aufgebot für die vom 4. bis 19. Juni 1938 in Frankreich ausgetragene Weltmeisterschaft; ein Turnierspiel bestritt er allerdings nicht. Dennoch kam er im selben Jahr zu zwei weiteren Länderspielen, am 6. November in Lausanne beim 1:0-Sieg über die Nationalmannschaft Portugals und am 20. November in Bologna bei der 0:2-Niederlage gegen die Nationalmannschaft Italiens. Seine letzten beiden Länderspiele bestritt er im Folgejahr mit dem 4:2-Sieg gegen die Nationalmannschaft Portugals am 12. Februar in Lissabon und mit dem 3:1-Sieg gegen die Nationalmannschaft Ungarns am 2. April in Zürich.

## Erfolge
- Schweizer Meister 1937, 1939
- Schweizer Cupsieger 1934, 1937, 1938, 1940, 1941